# Gillian Vigman
Gillian Vigman (nacida el 28 de enero de 1972) es una actriz cómica estadounidense. Vigman es más notable por su participación en el elenco recurrente de MADtv. También protagonizó en el ABC la comedia, Sons & Daughters.

## Biografía
Vigman nació el 28 de enero de 1972 en Nueva Jersey, donde asistió a la Escuela Pingry. Vigman se graduó de la Universidad Colgate en 1994. Mientras que en Colgate, Vigman fue una de los primeros miembros de carbonizados Goosebeak, de la escuela de su improvisación compañía de comedia. Posteriormente, Vigman comenzó su carrera profesional en la comedia de Chicago trabajando para la empresa The Second City. Antes de unirse al elenco de MADtv, Vigman se fue de gira con The Second City nacional de Turismo de la empresa en el año 2000, para lanzar su temporada 20 º aniversario. 
Vigman está casada con el músico Dave Gibbs, miembro de la banda  Low Stars. Ellos tuvieron su primer hijo, un niño, en septiembre del 2009.

## MADtv
Vigman apareció por primera vez en MADtv en el octavo episodio de la octava temporada en un sketch llamado "The Bachelor Real". Ella es sólo el segundo miembro del elenco para estar presente en la temporada anterior antes de unirse al elenco recurrente regular. Sólo Daniele Gaither, quien apareció en un sketch en la segunda temporada antes de fichar por el elenco en la temporada nueve, ha obtenido esta distinción. 
Vigman se unió oficialmente al elenco de MADtv en 2003, como intérprete a la función, para la novena temporada. De la tenencia de Vigman en MADtv se limitaba a una sola temporada. Al final de la novena temporada, en 2004, su contrato no fue renovado.

### Famosos parodiados
- Calista Flockhart
- Carolyn Kepcher
- Charlize Theron
- Jennifer Aniston
- Kelly Ripa
- Pamela Anderson
- Paula Zahn
- Reese Witherspoon

## Filmografía

### Cine
| Año  | Título                    | Rol                        |
| 2000 | Love 101                  | Mesera                     |
| 2002 | Dragonfly                 | Invitada                   |
| 2004 | After the Sunset          | Guía de la exhibición      |
| 2005 | Fancy                     | Julie                      |
| 2005 | The 40-Year-Old Virgin    | Mujer de las citas rápidas |
| 2006 | Deck the Halls            | Gerta                      |
| 2008 | Step Brothers             | Pam                        |
| 2009 | Aliens in the Attic       | Nina Pearson               |
| 2009 | The Hangover              | Stephanie Wenneck          |
| 2011 | The Hangover Part II      | Stephanie Wenneck          |
| 2013 | The Hangover Part III     | Stephanie Wenneck          |
| 2016 | Adventures in Babysitting | Helen Anderson             |
| 2017 | The House                 | Becky                      |
| 2018 | Forever My Girl           | Doris Grossnickle Hines    |
| 2023 | Los que se quedan         | Judy Clotfelter            |
| 2023 | The Long Game             | Gayle Baker                |

### Televisión
| Año        | Título           | Rol                  | Notas                                  |
| 2002       | Cupid            | Daphne               | 15 episodios                           |
| 2003- 2004 | MADtv            | Varios personajes    | Sketch cómico                          |
| 2003       | Scrubs           | Paciente femenina    | Episodio: "My Drama Queen"             |
| 2006       | My Ex Life       |                      |                                        |
| 2006       | Sons & Daughters | Liz Walker           | 10 episodios                           |
| 2010       | The Defenders    | Jessica              | Apoya el papel de Nick (James Belushi) |
| 2011       | New Girl         | Kim, jefa de schmidt | 3 episodios                            |
| 2014       | Transparent      | Tammy                | 1 episodio                             |